# Beniflà
Beniflà település Spanyolországban, Valencia tartományban. Beniflà Beniarjó, Rafelcofer, La Font d’en Carròs, Potries és Palma de Gandía községekkel határos. Lakosainak száma 502 fő (2024).

## Népesség
A település lakosságának változását az alábbi diagram mutatja:
| Lakosok száma | 190  | 238  | 375  | 407  | 465  | 451  | 458  | 457  | 475  | 502  |
|               | 2001 | 2004 | 2007 | 2009 | 2012 | 2014 | 2017 | 2019 | 2022 | 2024 |